# Rhodostemonodaphne licanioides
Rhodostemonodaphne licanioides är en lagerväxtart som först beskrevs av Albert Charles Smith, och fick sitt nu gällande namn av Madriñán. Rhodostemonodaphne licanioides ingår i släktet Rhodostemonodaphne och familjen lagerväxter. Inga underarter finns listade i Catalogue of Life.